# Gonzalo Tapia
Gonzalo Andrés Tapia Dubournais (ur. 18 lutego 2002 w Santiago) – chilijski piłkarz występujący na pozycji skrzydłowego, od 2020 roku zawodnik Universidadu Católica.